# Sơn Bình (Bà Rịa-Vũng Tàu)
Sơn Bình is een xã in het district Châu Đức, een van de districten in de Vietnamese provincie Bà Rịa-Vũng Tàu.